# سفیدبرفی (فیلم ۱۹۶۲)
«سفیدبرفی» (انگلیسی: Snow White (1962 film)) یک فیلم است که در سال ۱۹۶۲ منتشر شد.